# Feliks Zemdegs

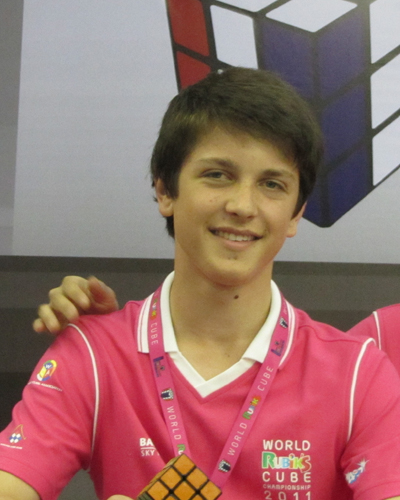
Feliks tại cuộc thi World Cube Championships 2011

Feliks Aleksanders Zemdegs (/ˈfɛlɪks ˈzɛmdɛɡz/, tiếng Latvia: Fēlikss Zemdegs; sinh ngày 20 tháng 12 năm 1995 tại Melbourne, Australia) là một cuber (người chơi rubik chuyên nghiệp) người  Australia. Anh là nhà vô địch của nội dung rubik 3x3 trong 2 năm 2013 và 2015. Ngoài ra anh cũng từng nắm giữ kỹ lục thế giới về thời gian giải rubik 3x3, 4x4, 5x5, 6x6 và 7x7. Feliks đã mua chiếc rubik đầu tiên của mình vào tháng 4 năm 2008 sau khi xem một video của speedcubing và hướng dẫn giải rubik trên Youtube. Feliks được mệnh danh là Cuber xuất sắc nhất thế giới với hàng loạt kỉ lục thế giới bị anh phá vỡ.
Kỉ lục không chính thức đầu tiên (tức chưa ra các giải đấu) của Feliks là 19,73 giây vào ngày 14 Tháng Sáu năm 2008.
Feliks đã tham gia và chiến thắng lần đầu tiên tại giải vô địch New Zealand (tháng 7 năm 2009) với thời gian trung bình 13,74 giây ở vòng cuối cùng. Ở giải này Feliks cũng đã đồng thời giành vinh quang ở các thể loại 2x2, 4x4, 5x5, 3x3 bịt mắt và 3x3 một tay.
Tại giải đấu thứ hai Feliks tham dự, Melbourne Summer Open (tháng 1 năm 2010), Feliks đã lập kỷ lục thế giới đầu tiên của mình cho thể loại 3x3x3 và 4x4x4 trung bình, với thời gian 9,21 giây và 42,01 giây. Kể từ đó Feliks đã phá vỡ rất nhiều kỉ lục như được liệt kê trong bảng dưới đây.
Kỷ lục hiện tại của Feliks(3x3x3):
- Kỷ lục cá nhân chính thức là 4,16s.
- Kỷ lục cá nhân không chính thức có video: 3,28s
- Kỷ lục cá nhân không có video là 3.01

## Phương pháp sử dụng[2]
2x2x2:CLL
3x3x3:CFOP
4x4x4:Yau
5x5x5-7x7x7:Freeslice

## Kỉ lục
Những thành tích đáng nể:
- Sau 2 tháng kể từ khi Feliks bắt đầu chơi rubik, cậu đã đăng một kỷ lục không chính thức của mình 19,73s với trung bình 5 lần giải. Không lâu sau đó, vào ngày 22 tháng 6 năm 2008, Feliks đã đăng tải video đầu tiên của mình lên youtube với thành tích đơn 22.64s.
- Một năm sau, vào tháng 7 năm 2009, Feliks đã tham dự cuộc thi New Zealand Speed Cubing 2009 và đoạt quán quân ở cuộc thi 2x2, 3x3, 4x4, 5x5, 3x3 một tay (One Handed).
- Vào tháng 1 năm 2010, tại chính quê nhà Melbourne của Feliks, cậu đã lập kỉ lục thế giới về giải rubik 3x3 Trung bình với thành tích 9.21s. Cũng tại chính cuộc thi đó, Feliks đã lập một kỉ lục thế giới 4x4 trung bình với thành tích 42.01s.
- Tháng 7 năm 2010, Feliks trở lại New Zealand để tham gia cuộc thi tại nước này. Trong cuộc thi, Feliks đã lập một kỉ lục 3x3 cá nhân chính thức (Former World Record) của mình với thành tích 7.94s.
- Sau đó 2 tháng, vào tháng 9 năm 2010, Feliks đã phá kỉ lục 3x3 cá nhân của mình tại cuộc thi ở quê nhà Melbourne với thành tích 7.43s
- Vào ngày 6 tháng 5 năm 2018, anh đã có thêm kỉ lục thế giới 3x3 bằng cách đạt thành tích 4.22s, tại giải Cube for Cambodia 2018.
-Khá đáng tiếc là vào ngày 24 tháng 11 năm 2018, anh mất kỉ lục thế giới 3x3x3 đơn vào tay của một cuber Trung Quốc, tên là Yusheng Du (杜宇生) tại giải Wuhu Open 2018 với thành tích đáng nể là 3.47 giây.
-2019, anh tiếp tục phá với kỉ lục thế giới 3x3x3 trung bình của chính mình với thành tích là 5.53 giây tại giải Odd Day in Sydney 2019.

## Cột mốc[2]
Feliks Zemdeg là người đầu tiên đạt:
- 3x3 trung bình: sub-10, sub-9, sub-8, sub-7, sub-6
- 3x3 cá nhân: sub-7, sub-6
- 4x4 trung bình: sub-40, sub-35, sub-26
- 4x4 cá nhân: sub-35
- 5x5 trung bình: sub-70, sub-65, sub-60, sub-55, sub-50, sub-45
- 5x5 cá nhân: sub-60, sub-50, sub-45, sub-40
- 3x3 một tay trung bình: sub-15
- 3x3 một tay cá nhân: sub-8, sub-7
- 6x6 trung bình: sub-200, sub-170, sub-90
- 6x6 cá nhân: sub-190, sub-180, sub-90
- 7x7 trung bình: sub-230, sub-220, sub-140, sub-135
- 7x7 cá nhân: sub-220, sub-130
- Người giữ tất cả kỷ lục của 3x3-7x7 ở cùng một thời điểm
- Phá vỡ hơn hơn 100 kỷ lục của WCA